# Wszegniew
Wszegniew, Świegniew, Śwsiegniew, Sięgniew – staropolskie imię męskie, złożone z członu Wsze- ("wszystek, każdy, zawsze") w różnych wersjach nagłosowych, oraz członu  -gniew ("gniew"). 
Wariant Sięgniew mógł powstać również wskutek skrócenia imienia Nasięgniew.
Wszegniew imieniny obchodzi 15 kwietnia.